# Турки в Люксембурге
Турки в Люксембурге — турки, живущие в Люксембурге, но родившиеся за пределами Люксембурга, или родившиеся в Люксембурге, но имеющие турецкие корни, то есть предков в Турции, на Кипре, или в общинах турецкой диаспоры (турко-люксембуржцы).

## Факты и цифры
Согласно статистическим данным число турок в Люксембурге постоянно увеличивается (данные не включают турок с гражданством Люксембурга):